# يقطوم رخو الأزهار
يقطوم رخو الأزهار (الاسم العلمي: Telephium laxiflorum) هي نوع نباتي يتبع جنس اليقطوم من فصيلة القرنفلية.